# Domenico Caminer
Domenico Caminer (Venezia, 4 maggio 1731 – Orgiano, 3 novembre 1796) è stato uno scrittore, giornalista e editore italiano.

## Biografia
Nato in una famiglia borghese veneziana che gli consentì di ricevere una buona educazione, ancora molto giovane sposò Anna Maldini. A venti anni, nel 1751, divenne padre di Elisabetta e poi di Antonio, entrambi futuri giornalisti.
Esordì come autore teatrale con alcune commedie, tra queste Fattor galantuomo del 1757. Nel 1762 cambiò attività: divenne redattore della Nuova Gazzetta Veneta, stampata da Pietro Marcuzzi. La Gazzetta ebbe modesto successo e la sua carriera proseguì nel settore editoriale.
Nel 1768 fondò L'Europa Letteraria. Il periodico, al quale collaborarono la figlia Elisabetta e il geologo e naturalista Alberto Fortis, visse fino al 1773. L'anno dopo (1774) creò assieme alla figlia il Giornale Enciclopedico, uno dei principali periodici illuministi italiani. Nel 1777 (o forse nel 1783) assunse la direzione del Nuovo Postiglione, un settimanale di cronaca politica e fatti militari da tempo in difficoltà, associando nell'impresa il figlio Antonio

## Opere
Domenico Caminer fu autore di diversi libri sui temi dell'attualità politica:
- Saggio storico del regno di Corsica dalla sollevazione del 1729 sino alla metà del 1768, 2 voll., Venezia, per il Colombani, 1768.
- Storia della guerra presente tra la Russia e la Porta Ottomana, Venezia, a spese di Antonio Graziosi, 1770.
- Storia della vita di Federigo II il Grande re di Prussia, elettore di Brandenburgo, 5 voll., Venezia, presso Francesco Sansoni, 1787.
- Prospetto degli affari attuali dell'Europa ossia storia della guerra presente con aneddoti, ed illustrazioni analoghe, 41 voll., Lugano, si vende in Venezia, da Antonio Zatta e figli, 1788-1801.
- La storia dell'anno 1789. Divisa in quattro libri. Ne' quali si descrivono, il cambiamento della Costituzione della Francia, ..., Venezia : a spese di Francesco Pitteri, [dopo il 1789].
- La storia dell'anno 1792, 2 voll., Venezia, a spese di Giuseppe Rossi qu. Bortolo, [dopo il 1793]. Contiene:

1. Parte prima. Contenente le strepitosissime vicende della Francia ...
2. Parte seconda. In cui leggonsi le operazioni della Convenzione nazionale di Francia ...